# Fredrik Adolf von Numers
Fredrik Adolf von Numers, född 15 juli 1745 på Lundsholm, Ölme socken, Värmland, död 25 december 1792 i Stockholm, var en svensk militär och konstnär.
Han var son till lagmannen Carl von Numers och Brita Christina Lundstedt.
Numers utnämndes som artonåring till fänrik i Livgardet och blev 1790 överste och chef för Bohusläns dragoner 1792. Han deltog i Gustav III:s ryska krig och blev under affären vid Liikkala den 3 juli 1789 blesserad i halsen. 
Som konstnär var han autodidakt och han företog studieresor till Frankrike och Italien 1771-1773 där han utvecklade sig betydligt både i teckning och färgbehandling. 
Strax före sin död 1792 blev han hedersledamot i Kungliga Akademien för de fria konsterna. Vid Konstakademins utställning 1800 visades teckningarna Camperingen vid Kymnenegård och Winterstycke med vedkörslor vid Peltjerfvi båda i tuchlavering. Det har förmodats att Numers är identisk med den svenska målaren Mars som omnämns i Weinwichs Mahler Lexikon.
Hans konst består av teckningar och akvareller med natur, landskap och interiörer.
Numers är representerad i Nationalmuseum i Stockholm med ett flertal teckningar och på Uppsala universitetsbibliotekmed 4 stycken verk.